# Tokugawa Tsunenari
Tokugawa Tsunenari (徳川恆孝) Nacido en 1940 es la 18ª generación de cabeza de la línea principal de la casa Tokugawa. Es el bisnieto de Matsudaira Katamori de Aizu. Tsunenari actúo por muchos años como ejecutivo de la compañía naviera Nippon Yūsen, y en el presente dirige la Fundación Tokugawa una organización sin fines de lucro cuyo objetivo es preservar los objetos y documentos históricos de la casa shogunal Tokugawa. 
Su hijo, Iehiro Tokugawa, es traductor educado en la Universidad de Míchigan.
En 2007, Tsunenari publicó un libro titulado "Edo no idenshi" (江戸の遺伝子), traducido al inglés en el 2009 como "The Edo Inheritance" en el cual plantea que la sociedad japonesa durante el periodo Edo lejos de ser una edad oscura en donde Japón cortó relaciones con el mundo fueron 250 años de paz y prosperidad lo que permitió grandes reformas económicas, una sofisticada cultura urbana y el desarrollo de la sociedad más urbanizada del planeta.
- Datos: Q1131942